# Secretariat
(Chick Lang - General Manager del Pimlico Race Course - Maryland)
Secretariat (Virginia, 30 marzo 1970 - Kentucky, 4 ottobre 1989) è stato un cavallo di razza purosangue inglese, campione negli USA.
Nel 1973 dopo 25 anni dall'ultimo campione Citation, vinse la Triple Crown statunitense, stabilendo per tutte e tre le gare tempi record sulle rispettive piste tuttora imbattuti. Il suo bisnonno paterno era il grande campione italiano Nearco. Nella classifica dei 100 migliori cavalli da corsa americani del XX secolo è posizionato al n. 2, subito dopo Man o' War. Nella sua carriera di corridore vinse un montepremi totale di 1.316.808 dollari. Il suo soprannome era Big Red ("Grande Rosso"), per via del suo manto rossiccio, nome che ereditò proprio da Man o' War.

## La storia
La storia di Secretariat ha avuto inizio nel 1969 tra Penny Tweedy e Ogden Phipps di Wheatley Stable. Phipps, il proprietario di Bold Ruler, voleva ottenere le migliori fattrici per il suo cavallo. Bold Ruler è considerato uno dei più importanti stalloni del suo tempo. Aveva un buon equilibrio tra velocità e resistenza, era finito quarto al Kentucky Derby del 1957 ed aveva vinto il Preakness due settimane più tardi. Dopo la sua carriera agonistica, Bold Ruler venne ritirato. Questo significava che sarebbe stato allevato principalmente come cavallo da riproduzione.
Così, Tweedy inviò due cavalle di nome Hasty Matilda e Somethingroyal a Bold Ruler che rimasero entrambe incinte. Phipps decise di fare un lancio della moneta con la signora Tweedy. Chi avesse vinto avrebbe scelto il futuro nascituro. Phipps vinse e scelse il puledro di Hasty Matilda, così a Tweedy toccò il puledro di Somethingroyal. Il 30 marzo, alle 12:10, nelle scuderie della Meadow Farm, Somethingroyal diede alla luce un puledro dal manto sauro con tre zampe bianche e una stella sulla fronte. Il nome Big Red non fu accettato per le iscrizioni alle corse, così la segretaria Elizabeth Ham, che aveva presentato diversi nomi al Jockey Club ognuno dei quali fu negato per vari motivi, alla fine, trovò il nome per il puledro; riferendosi al suo lavoro: "Secretariat" (in inglese Segreteria).
Da puledro, il cavallo si distanziava spesso dalla madre dimostrando di essere indipendente e curioso. Questo suo comportamento venne considerato un atteggiamento di grande intelligenza dalla sua proprietaria Penny Tweedy che riscontrò in lui il tipico comportamento individuale dei grandi campioni su pista.

### Secondo anno d'età
Al suo debutto sulle piste avvenuto il 4 luglio 1972 all'Aqueduct Racetrack di New York, Secretariat si piazzò al quarto posto dopo una partenza difficoltosa. Infatti il cavallo cadde a terra non essendo abituato alle porte delle gabbie di partenza. Dopo quest'esperienza, Secretariat imparò ad uscire dalle gabbie più lentamente per evitare il problema della sua prima gara.
La seconda gara alla quale venne iscritto fu la Sanford Stakes a Saratoga il 16 agosto 1972 dove trovò come avversario il cavallo favorito della costa orientale Linda's Chief. Secretariat vinse la gara distanziando il favorito di tre lunghezze. Prima di arrivare al terzo anno d'età, Secretariat vinse diverse altre gare tra le quali l'Hopeful Stakes, sempre di Saratoga, la Belmont Futurity Stakes di Belmont (New York), la Laurel Futurity Stakes a Laurel (Maryland) e la Garden State Stakes (New Jersey).
Sul suo curriculum si annoverava una sola sconfitta, frutto di una squalifica allo Champagne Stakes. Fino a quel momento, l'importo guadagnato dalle sue vittorie era di 456.404 dollari e conquistò l'onore di essere nominato miglior cavallo dell'anno a soli due anni d'età, privilegio ottenuto da soli altri due cavalli prima di lui: Native Dancer nel 1952 e Moccasin nel 1965.
Il 14 ottobre del 1972 tagliò il traguardo dello Champagne Stakes al Belmont Race Course in Baltimora ma la vittoria venne invece assegnata al secondo classificato Stop The Music. L'assegnazione del secondo posto venne giustificato dai giudici di gara come una sorta di penalizzazione. Infatti, durante la corsa il fantino Ron Turcotte raddrizzò violentemente Secretariat che si stava dirigendo troppo vicino allo steccato. Questa sua manovra costrinse il cavallo ad urtare Stop The Music che lo affiancava; gli urti tra cavalli durante le gare non erano ammessi e talvolta, come in questo caso, portavano addirittura alla squalifica dalla gara. Questa sconfitta costò alla Meadow Stable il montepremi di 88.000 dollari e il prestigio di avere un campione imbattuto nelle gare giovanili. Nonostante questo avvenimento, Secretariat stabilì comunque un tempo notevole in pista.

### Terzo anno d'età: Triple Crown
Agli inizi di febbraio del 1973, Secretariat cominciò la preparazione per il suo tentativo di vincere la prestigiosa Triple Crown. All'età di tre anni venne iscritto alla Wood Memorial Stakes, gara che si tiene all'Aqueduct Racetrack di New York. Il cavallo, pur essendo il favorito, si piazzò solamente terzo. La gara fu vinta da Angle Light. Dopo questo piazzamento la possibilità di vincere il Kentucky Derby e quindi di accedere alla Triple Crown si ridussero fortemente, dato che la gara si sarebbe svolta a poche settimane dalla Wood Memorial.

#### Kentucky Derby
Il 5 maggio del 1973 al Churchill Downs di Louisville (Kentucky), la folla stimata per assistere alla gara di Secretariat era composta da più di 134.000 persone. Il tentativo di vincere il Kentucky Derby e quindi di accedere alla gara successiva per vincere la Triple Crown dopo 25 anni dall'ultimo cavallo americano aveva attirato un gran numero di ammiratori. Nonostante fosse il favorito, la precedente sconfitta pesava molto sulla stima dell'esito della gara. Alla partenza, gli altri cavalli presero subito le prime posizioni e Secretariat si posizionò in undicesima posizione. Il fantino Turcotte lasciò che il suo cavallo recuperasse gradualmente le posizioni. Il favorito per la vittoria era Sham che si trovava in prima posizione. Secretariat riuscì a raggiungerlo e approfittò di un'esitazione del suo avversario per affiancarlo dall'esterno pista, vincendo la gara superandolo di due lunghezze e mezzo e stabilendo il record di pista del Kentucky Derby: 1:59 2/5, diventando l'unico cavallo allora ad aver finito la gara sotto i due minuti.

#### Preakness Stakes
A due settimane dal Kentucky Derby, Secretariat vinse la Preakness Stakes di nuovo di due lunghezze e mezzo, dominando la gara fin dalla partenza. Il calcolo del tempo di arrivo del cavallo fu molto controverso: il cronometro elettronico della pista visualizzò un tempo di 1:55 ma successivamente i giudici di gara si accorsero che l'apparecchio era stato danneggiato dal calpestio della folla che attraversò la pista per entrare nelle parterre. Il cronometrista ufficiale del Pimlico Race Course, E.T. McLean Jr., annunciò che registrò un tempo di 1:54 con un cronometro manuale.
Qualche giorno dopo la rivista specializzata Daily Racing Form, pubblicò come tempo di arrivo 1:53, facendo stabilire a Secretariat il record di pista precedentemente appartenuto ad un altro cavallo nel 1971: Canonero II (1:54). Tuttavia, per venirne a capo, si stabilì di rivedere i filmati forniti dalla CBS dei traguardi dei due cavalli. I responsabili del Pimlico Race Course infine stabilirono che il tempo corretto da assegnare al vincitore era quello calcolato manualmente da E.T. McLean Jr. e cioè 1:54.
Dopo questa controversia, Secretariat apparve sulle copertine di tre riviste nazionali: Time, Newsweek e Sports Illustrated diventando una celebrità nazionale.

#### Belmont Stakes
Il 9 giugno 1973 Secretariat si preparò a vincere la gara che gli avrebbe attribuito il titolo di campione della Triple Crown. La gara fu seguita televisivamente da migliaia di telespettatori diventando una delle competizioni ippiche più importanti della storia.. Secretariat e il suo avversario di sempre, Sham, si portarono subito in testa gareggiando in un duello individuale per più di 1 km di pista. In questa distanza, Sham cominciò a risentire la stanchezza e Secretariat lo superò a grande velocità. Il cronista della gara Chick Anderson durante la corsa urlò al microfono durante la telecronaca: «Sta per vincere la Triple Crown. Incredibile! Una gara formidabile: ha 25 lunghezze di vantaggio!».
Turcotte si girò indietro per accertarsi dove effettivamente fossero i suoi avversari e alla fine della gara dichiarò: «alla fine mi dovetti voltare per vedere dove fossero gli altri. So che sembra assurdo ma il cavallo ha fatto tutto da solo». Secretariat vinse la gara di ben 31 lunghezze (più di 70 metri) stabilendo il record di pista di 2:24:00 per un miglio e mezzo, record tuttora imbattuto per quella distanza.

#### Gare successive
Dopo la vittoria della Triple Crown, Secretariat partecipò ad altre gare vincendo la prima Marlboro Cup corsa sempre al Belmont Park di New York nel 1973, dopodiché vinse la Arlington Invitational all'Arlington Park di Chicago. L'8 ottobre del 1973 gareggiò nella sua penultima corsa al Belmont Park correndo la Man o' War Stakes, gara di un miglio e mezzo che si corre sull'erba. Il cavallo vinse la gara per cinque lunghezze dimostrando anche di essere molto versatile per quanto riguarda l'insolita pista rispetto alle piste di terra battute abituali, portandosi a casa il montepremi che ammontava a 100.000 dollari e stabilendo il record di pista di 2:24.80 per un miglio e mezzo.

#### L'ultimo trionfo
L'ultima gara alla quale Secretariat partecipò fu la Woodbine Racetrack a Toronto (Canada). In quegli anni non era abituale far viaggiare i cavalli da corsa in aereo e al suo arrivo in Canada, Secretariat fu accolto da una folla di ammiratori, giornalisti, fotografi e televisioni. La proprietaria Penny Chenery realizzò che il suo cavallo era diventato una vera celebrità nazionale dato che la maggior parte delle corse di Secretariat si erano svolte a New York e non aspettandosi un'accoglienza così in grande. Una delle televisioni indipendenti che ripresero il suo arrivo all'aeroporto di Toronto realizzò in seguito un video documentario sul viaggio di Secretariat in Canada intitolato Big Red's Last Race, video inserito anche in un nuovo documentario intitolato The Life and Times of Secretariat. Il fantino Turcotte, originario proprio del Canada, il giorno della gara non poté montare Secretariat avendo subito una sospensione di cinque giorni. L'allenatore Laurin chiamò allora a sostituirlo l'americano Eddie Maple. Secretariat vinse la sua ultima corsa, battendo gli altri cavalli di ben 12 lunghezze. Dietro di lui si piazzò Big Spruce e terzo Golden Don. Questa vittoria fece ammontare le sue vincite a 1.316.808 dollari.

### Generazioni di campioni
Ritirato dalle competizioni, come stallone Secretariat generò più di 610 puledri, tra cui diversi campioni: Lady's Secret che venne nominata cavallo dell'anno 1986, Risen Star che vinse il Preakness Stakes e la Belmont Stakes nel 1988, Weekend Surprise e Terlingua, famose come cavalle da riproduzione e per aver generato a loro volta campioni.
Secretariat morì il 4 ottobre 1989 alle scuderie Claiborne Farm in Paris, Kentucky all'età di 19 anni. Dopo una lunga e insistente febbre, gli venne diagnosticato una laminite cronica che non gli permetteva di restare eretto sulle zampe. La proprietaria decise, in accordo con il veterinario che lo ebbe in cura, di effettuare un'eutanasia per evitargli ogni sofferenza. Le sue spoglie vennero deposte al cimitero delle scuderie di Claiborne. Poco dopo la sua morte, si scoprì che il suo cuore pesava 22 libbre, il doppio del peso di un cuore normale (8-10 libbre).
Il 19 ottobre 1999 il servizio postale degli Stati Uniti emise un francobollo commemorativo di Secretariat del valore di 33 centesimi; fu il primo cavallo da corsa ad ottenere l'onore di apparire su un francobollo, seguito nel 2009 dal francobollo di 44 centesimi raffigurante Seabiscuit.

## Incidente al Belmont Park del 2009
Una statua commemorativa raffigurante Secretariat in scala reale venne esposta all'entrata del Belmont Park a New York. Il 20 maggio del 2009 City On Line, un cavallo di quattro anni, rimase vittima di uno spaventoso incidente. Infatti, mentre si apprestava a raggiungere la pista per iniziare la competizione, inspiegabilmente disarcionò il suo fantino Jose Lezcano e, dopo aver fatto inversione, si diresse imbizzarrito verso il paddock.
Durante la sua corsa scivolò sul marciapiede dell'entrata del parco e rovinò gravemente sulla statua raffigurante Secretariat, fratturandosi un femore e una zampa e distruggendo inoltre la statua, che per l'impatto cadde a terra. Il cavallo venne successivamente soppresso per la gravità delle ferite riportate. La statua era una copia dell'originale scolpita nel 1974 da John Skeaping, esposta al National Museum of Racing and Hall of Fame di Saratoga Springs, New York, dal 1988.

## Maggiori gare vinte

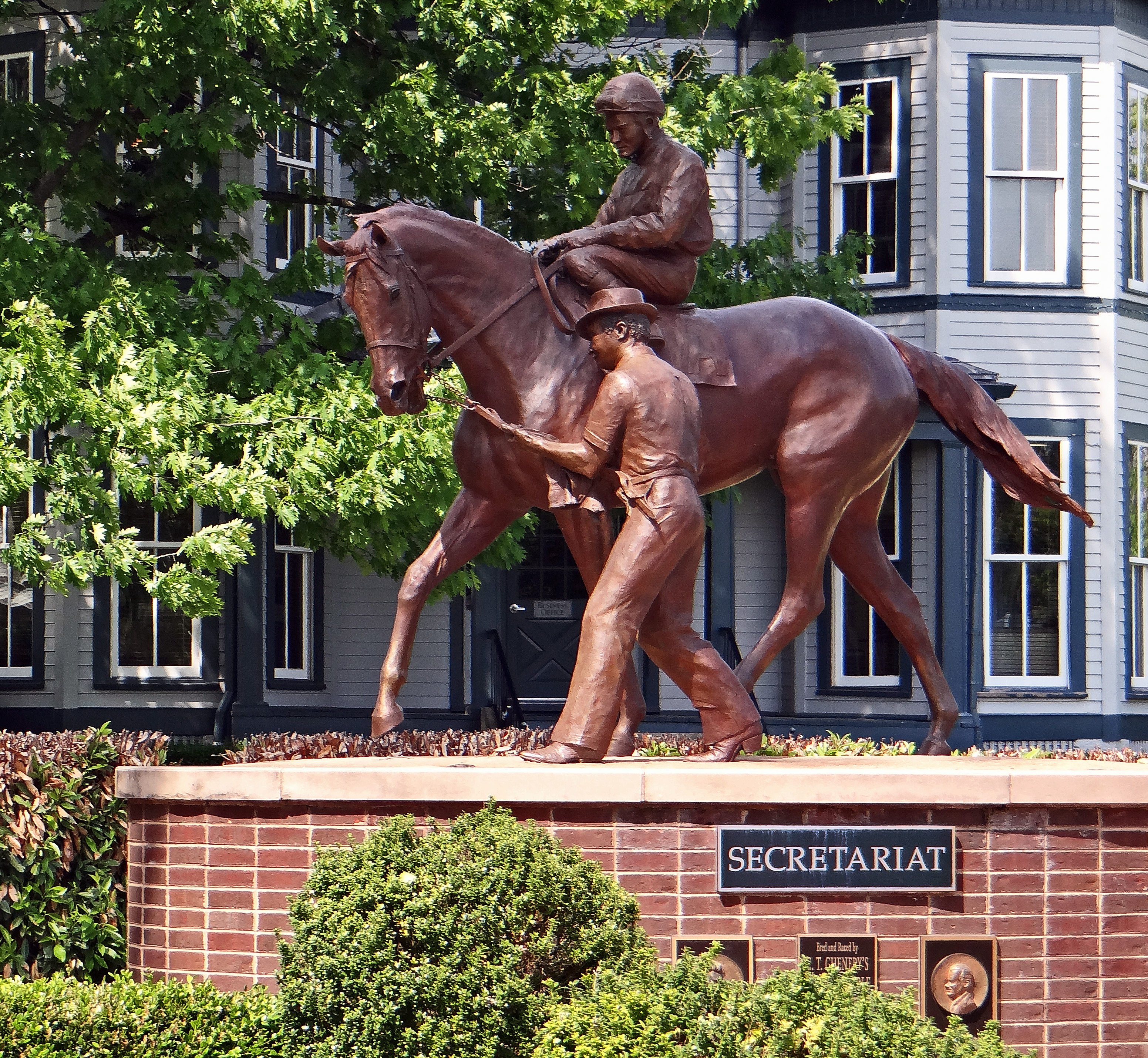
Statua di Secretariat al Kentucky Horse Park.

- Sanford Stakes (1972)
- Hopeful Stakes (1972)
- Futurity Stakes (1972)
- Laurel Futurity (1972)
- Garden State Futurity (1972)
- Bay Shore Stakes (1973)
- Gotham Stakes (1973)
- Kentucky Derby (1973)
- Preakness Stakes (1973)
- Belmont Stakes (1973)
- Arlington Invitational (1973)
- Marlboro Cup (1973)
- Man o' War Stakes (1973)
- Canadian International (1973)

## Premi speciali
- 9º campione USA Triple Crown of Thoroughbred Racing (1973)
- Cavallo dell'anno USA (1972) - Terzo a vincerlo a soli 2 anni d'età anziché 3.[32]
- Cavallo dell'anno USA (1973)[32]

## Riconoscimenti e onorificenze
- Copertina sulla rivista Time, datata 9 giugno 1973.
- Hall of fame dei cavalli da corsa statunitensi.[33] (1974).
- Classifica dei 100 migliori cavalli da corsa americani del XX secolo (posizione n. 2).[5]
- Statua in bronzo scala 1:1 esposta al Kentucky Horse Park, Lexington, Kentucky.
- Statua in bronzo scala 1:1 esposta al National Museum of Racing and Hall of Fame in Saratoga Springs, New York.
- Francobollo commemorativo[28] del valore di 33 centesimi.

## Record e montepremi vinti
| ANNO   | ETÀ | PARTENZE | 1ª POSIZ. | 2ª POSIZ. | 3ª POSIZ. | MONTEPREMI VINTO |
| 1972   | 2   | 9        | 7         | 1         | -         | $456.404         |
| 1973   | 3   | 12       | 9         | 2         | 1         | $860.404         |
| Totale |     | 21       | 16        | 3         | 1         | $1.316.808       |

## Pedigree
Pedigree di Secretariat:
| Padre Bold Ruler (1954)     | Nonno Nasrullah (1940)    | - Nearco (1935) - Mumtaz Begun (1932)   |
| Padre Bold Ruler (1954)     | Nonna Miss Disco (1944)   | - Discovery (1931) - Outdone (1936)     |
| Madre Somethingroyal (1952) | Nonno Princequillo (1940) | - Prince Rose (1928) - Cosquilla (1933) |
| Madre Somethingroyal (1952) | Nonna Imperatrice (1938)  | - Caruso (1927) - Cinquepace (1934)     |

## Nella cultura di massa
Secretariat è noto al grande pubblico anche per alcune trasposizioni. Il film del 2010 Un anno da ricordare,, prodotto dalla Disney, è basato sui fatti che effettivamente hanno riguardato la vita del campione, in particolare sulla partecipazione e sulle vittorie al Triple Crown del 1973. La pellicola, diretta da Randall Wallace, vede tra gli interpreti Diane Lane e John Malkovich, nel ruolo rispettivamente della proprietaria Penny Chenery e dell'allenatore Lucien Laurin.
Il celebre cavallo ha poi ispirato un personaggio dell'universo della serie animata BoJack Horseman, che ritrae il mondo delle star hollywoodiane nei primi anni del XXI secolo, caratterizzandosi per la convivenza tra esseri umani e animali antropomorfizzati. In quest'ottica, Secretariat è stato dunque un famoso atleta del passato, che ha avuto un certo impatto nella vita del protagonista BoJack, anch'egli un cavallo antropomorfo, decaduto divo di una sitcom anni '90 che combatte con antichi fantasmi e disagi presenti. Nel corso della serie BoJack interpreterà il corridore Secretariat in un omonimo film che avrebbe l'intento di rilanciare la sua carriera di attore. La parte è dal protagonista molto sentita, appunto per tormentati episodi del suo passato che avevano coinvolto anche l'atleta.